# Safranek Károly
Safranek Károly (Budapest, 1953. március 9. – Eger, 2012. augusztus 5.) Jászai Mari-díjas magyar színész.

## Életpályája
1968-tól 1973-ig a budapesti Famintakészítő Vállalat munkatársa volt, 1973 és 1977 között a Színház- és Filmművészeti Főiskolán tanult. 1977–78-ban a Madách Színháznál jatszott, 1978–80-ban Szegeden, 1980–83-ban Pécsett, 1985–1990-ben Nyíregyházán lépett fel, majd ezt követően 1990–1991-ben a József Attila Színház, 1991–95-ben a Budapesti Kamaraszínház, 1998-ban pedig a Nemzeti Színház művésze volt.

## Fontosabb szerepei
- Daněk: Negyven gonosztevő és egy darab ártatlanság
- Robespierre (Büchner: Danton)
- Jack (Albee: Mindent a kertbe)
- Honti (Szomaházy Békeffi Lajtai: Mesék az írógépről)
- Zimmermann (Fassbinder: A fehér méreg)
- Doktor Goergen (Sántha: A legnagyobb)
- Író (Burgess: Mechanikus narancs)
- Alcibiades (Shakespeare: Athéni Timon)
- Lönci (Szakcsi Lakatos Csemer: Cigánykerék)
- Pálfi Tibor (Szomory: Hermelin)
- Wilhelm (Nagy A.: A csábító naplója)
- Shlink (Brecht: A városok sűrűjében)
- Stalker, Lord (Shakespeare: A makrancos hölgy)
- Baán Viktor (Márton: Lepkék a kalapon)
- Konferanszié (Kander: Kabaré)
- Von Epp báró (Osborne: Redl)
- Thomas Rawleigh (Lavery: Az Úr katonái)
- A (Tomeo: Párbeszéd D-dúrban)

## Filmográfiája
| - A királylány zsámolya (1976) – Matkovics - Fekete gyémántok (1976) - Ki látott engem? (1977) – Imre, a parasztfiú - Vörös vurstli (1988) - A hecc (1989) – Z - A skorpió megeszi az ikreket reggelire (1992) – Nyomozó I. - A tékozló apa (The Long Shadow) (1992) – Színész király (1993-as magyar szinkron) - Caligula (1996) – Apa - Csinibaba (1996) – Mr. Bajkon - A villamos (1997; rövid játékfilm) - Hosszú alkony (1997) – Copfos - A rózsa vére (1998) – Köves (hangja: Helyey László) - A ház emlékei (2001) - Anarchisták (2001) – Éttermi pincér II. - Bizarr románc (Tanyasi dekameron) (2001) – Fogadós - Poligamy (2009) – Lilla második apja - Utolsó jelentés Annáról (2009) – Postás / Fotók | - Jules Verne: 80 nap alatt a Föld körül - Csongor és Tünde (1976) – Csongor - Nem lőnek, csak fúj a szél (1976) – Inas - Népfürdő (1976) - Galilei (1977) - Szimulánsok (1977) - Bodnárné (1978) – Lali - Mire megvénülünk 1-6. (1978; tévésorozat) – Dezső - Shakespeare: Cymbeline (1982) - Az idegen gyermek (1985) – Kosztya - A sápadt démon (1989) - Sántha József: A legnagyobb (1992) - Stay Lucky IV. (1993; tévésorozat) – Taxi sofőr - Devictus Vincit (1994) – Pallavicini - Itt a földön is (1994) – Orvos - Éretlenek (1995; tévésorozat) – Pharmacist |

## Szinkronszerepei
| Év   | Cím                                      | Szereplő           | Színész            | Szinkron év |
| ---- | ---------------------------------------- | ------------------ | ------------------ | ----------- |
| 1961 | A kétéltű ember (1. magyar szinkron)     | Ichtyandr Salvator | Vlagyimir Korenyev | 1980        |
| 1974 | James Bond 09.: Az aranypisztolyos férfi | N/A                | N/A                | 2001        |
| 1978 | Ámor a víz alatt                         | Peter              | Peter Friedrichson | 1981        |
| 1979 | A herceg és a csillaglány                | Velen herceg       | Juraj Ďurdiak      | 1981        |
| 1979 | Megjelölt atomok                         | Krasi              | Rumen Dimitrov     | 1982        |

## Díjak, elismerések
- Jászai Mari-díj (1989)
- KISZ-díj (1988)
- Móricz-gyűrű (1988)